# Manfred Pillau
Manfred Pillau (* 14. April 1928) spielte als Fußballsportler von 1953 bis 1958 in der DDR-Oberliga, der höchsten Liga im DDR-Fußball.

## Sportliche Laufbahn
Zur Saison startete die neu geschaffene DDR-Liga als zweitklassige Spielklasse im DDR-Fußball. Als Vizemeister der Landesklasse Sachsen-Anhalt startete in der Staffel Süd die Betriebssportgemeinschaft (BSG) Chemie Zeitz, zu deren Spieleraufgebot auch der 22-jährige Manfred Pillau gehörte. Pillau spielte für die BSG Chemie drei Spielzeiten lang in der DDR-Liga. In diesem Zeitraum wurden 64 Punktspiele ausgetragen, von denen er 55 Partien bestritt. Während Trainer Kurt Acthun Pillau variabel auf allen Spielebenen einsetze, ließ dessen Nachfolger Fritz Sack Pillau in der Regel als rechten Läufer spielen. In seinen drei Zeitzer Spielzeiten gehörte Pillau jedes Mal zu den Torschützen und kam insgesamt auf sechs Treffer.
Zur Saison 1953/54 wechselte Manfred Pillau zum regionalen Fußballschwerpunkt, dem DDR-Oberligisten BSG Turbine Halle, der nach der Vorsaison mehrere Stammspieler verloren hatte. Trainer Gerhard Gläser setzte Pillau erstmals im 12. Oberligaspiel der Hallenser ein und ließ ihn halbrechten Stürmer spielen. Anschließend kam Pillau bis zum Saisonende noch in weiteren neun Oberligaspielen zum Einsatz, in denen er hauptsächlich im Mittelfeld aufgeboten wurde. Als Gläser ihn am letzten Spieltag als Mittelstürmer einsetzte, bedankte sich Pillau in der Weise, dass er gegen Aktivist Brieske-Ost einen 0:2-Rückstand mit zwei Treffern noch zum 2:2-Endstand umwandelte. Unter dem neuen Trainer Horst Sockoll spielte Pillau 1954/55 in der Hallenser Mannschaft, die nun als Sportclub Chemie Halle-Leuna antrat, keine Rolle. Er bestritt lediglich vier Oberligaspiele in der Rückrunde, bei denen er zunächst als Einwechselspieler eine Halbzeit lang spielte, danach sowohl in der Abwehr als auch im Mittelfeld aufgeboten wurde. Am Ende der Saison musste der SC Chemie aus der Oberliga absteigen.
Manfred Pillau schloss sich daraufhin der BSG Rotation Babelsberg an, die ebenfalls in der Oberliga spielte. In der Spielzeit 1956 (Kalenderjahrsaison) wurde er von Beginn der Rückrunde an eingesetzt, in der er zehn der dreizehn Punktspiele als Rechtsverteidiger spielte. In den folgenden zwei Spielzeiten absolvierte er bei der BSG Rotation jeweils alle 26 Oberligaspiele, in denen er hauptsächlich weiter auf der rechten Abwehrseite spielte. 1957 erzielte er ein Tor, 1958 kam er auf vier Treffer. Nach dem Abstieg 1958 bestritt Pillau noch zwei Spielzeiten in der DDR-Liga, wo er 39 Spiele bestritt und achtmal zum Torerfolg kam.
Seine letzte Saison im höherklassigen Fußball begann Manfred Pillau im Alter von 33 Jahren beim DDR-Ligisten SC Potsdam. 1961/62 wurde der DDR-Fußball auf die Sommer-Frühjahr-Saison zurückgeführt, wozu in der DDR-Liga 39 Spiele zu absolvieren waren. Als Mannschaftskapitän wurde er in allen Punktspielen weiterhin als Verteidiger aufgeboten und hatte mit acht Treffern seine torreichste Saison im Männerbereich.